# Ibrahima Deen Touré
Pour les articles homonymes, voir Touré.
Ibrahima Deen Touré est un homme politique guinéen, député à l'Assemblée nationale et Président du Groupe du rassemblement républicain, élu le 22 avril 2020 jusqu'au 5 septembre 2021.

## Biographie
Il est membre de l’UFR et Président du groupe parlementaire de l’alliance républicaine de 2013 à 2018, avant de rejoindre le GDE.
Candidat sur la liste du GDE aux élections législatives du 22 mars 2020, il devient président du groupe du rassemblement républicain le 22 avril 2020 jusqu'au 5 septembre 2021.